# Serra dels Crestells
La Serra dels Crestells (Serra des Crestells, segons la parla local) és una serra del terme municipal de la Torre de Cabdella, a la comarca del Pallars Jussà. Pertanyia al terme primigeni de la Torre de Cabdella.
Aquesta serra és el contrafort sud-oest del Pic de l'Espada, al mig del sector lacustre occidental de la capçalera, nord, del terme de la Torre de Cabdella, al nord-oest del poble de Cabdella.